# Hutîrivka (Kirove), Poltava
Hutîrivka (în ucraineană Гутирівка) este un sat în comuna Kirove din raionul Poltava, regiunea Poltava, Ucraina.

## Demografie
Componența lingvistică a localității Hutîrivka
     Ucraineană (98,13%)
     Alte limbi (1,86%)
Conform recensământului din 2001, majoritatea populației localității Hutîrivka era vorbitoare de ucraineană (98,13%), existând în minoritate și vorbitori de alte limbi.